# Emilio Cruz Díaz
Emilio Cruz Díaz (Torrelavega, 27 de novembre de 1936) va ser un ciclista espanyol, que fou professional entre 1957 i 1965. Els seus principals èxits esportius els aconseguí amb una victòria al Gran Premi de Primavera i una etapa a la Volta a Catalunya de 1961.

## Palmarès
- 1956
  - 1r a Zumàrraga
- 1957
  - 1r al Gran Premi de Primavera
- 1958
  - 1r al GP de Biscàia
  - 1r al GP de Torrelavega
- 1961
  - Vencedor d'una etapa de la Volta a Catalunya
  - Vencedor d'una etapa al Tour de l'Avenir
- 1962
  - 1r al Circuito Montañés

### Resultats a la Volta a Espanya
- 1959. 30è de la classificació general
- 1960. Abandona
- 1961. Abandona
- 1962. 28è de la classificació general

### Resultats al Tour de França
- 1963. 41è de la classificació general